# Макарий Филотеу
Макарий (на гръцки: Μακάριος, Макариос) е гръцки духовник, валовищки митрополит от 2001 година.

## Биография
Роден е в 1952 година в Никозия, Кипър със светското име Сотириос Филотеу (Σωτήριος Φιλοθέου). Завършва теология и философия в Атинския университет. Прави следдипломна квалификация в Дърам, Англия в 1983 г. в областта на патрологията. Ръкоположен е за дякон през 1977 г. и за презвитер през 1981 година. Служи като проповедник на Дедеагачката епархия. От 1991 г. е секретар за християнското образование и младежта на Светия синод. Бил е директор на радиостанцията на Църквата на Гърция. През 2001 г. Светият Синод го избира за валовищки митрополит.